# Якіма (Вашингтон)
Якіма (англ. Yakima) — місто (англ. city) в США, в окрузі Якіма штату Вашингтон. Адміністративний центр округу. Населення — 96 968 осіб (2020).
У 2000 році в окрузі Якіма українців було 365 осіб.

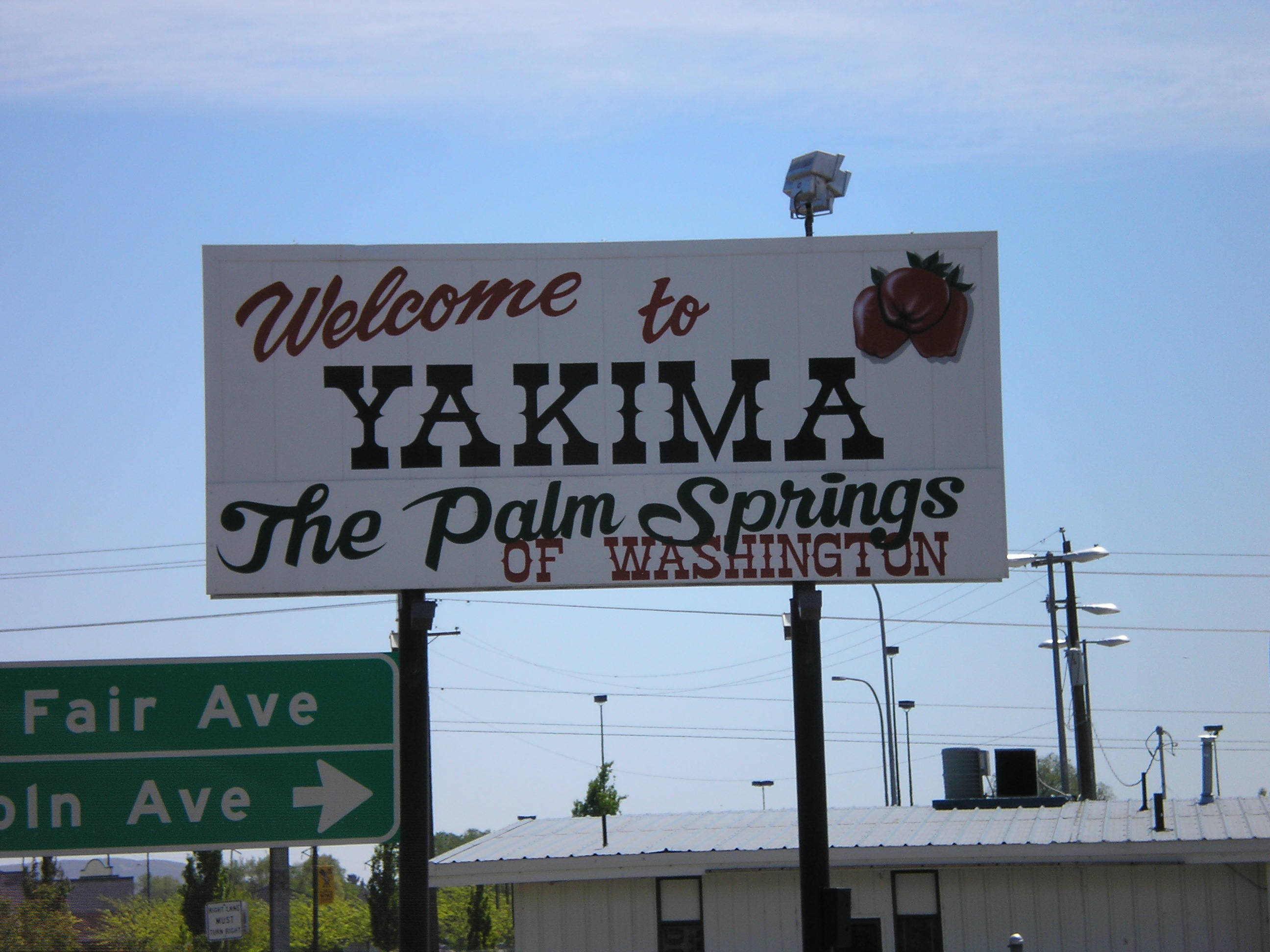
Ласкаво просимо до Якіми

Названий за корінним народом Якама. Резервація Якама на півдні та південному сході від міста.
Місто називають «Палм-Спрингс Вашингтону».
Місто розташовоне у долині Якіми, що вважається найкращим у світі місцем для яблуневих садів. Тут збирається 75 % національного врожаю хмелю.
Перші європейці побували тут 1805 року під час експедиції Льюїса й Кларка. Християнська католицька місія заснована 1847 року у Ахтанумі — південно-західному передмісті Якіми. Прихід поселенців на землі Якама спровокував сутички між корінним населенням і колоністами. У відповідь на повстання у 1856 році американські війська розмістилися у Форт-Сімкоі, після чого нація Якама була переможена і змушена відселитися у резервації. Від міста у 1886 року була проложена залізниця на Сієтл.

## Географія
Якіма розташована над річкою Якіма за координатами 46°35′32″ пн. ш. 120°32′49″ зх. д. / 46.59222° пн. ш. 120.54694° зх. д. (46.592211, -120.546838). За даними Бюро перепису населення США в 2010 році місто мало площу 71,71 км², з яких 70,39 км² — суходіл та 1,32 км² — водойми.

### Клімат
| Клімат : Якіма          | Клімат : Якіма | Клімат : Якіма | Клімат : Якіма | Клімат : Якіма | Клімат : Якіма | Клімат : Якіма | Клімат : Якіма | Клімат : Якіма | Клімат : Якіма | Клімат : Якіма | Клімат : Якіма | Клімат : Якіма | Клімат : Якіма |
| Показник                | Січ.           | Лют.           | Бер.           | Квіт.          | Трав.          | Черв.          | Лип.           | Серп.          | Вер.           | Жовт.          | Лист.          | Груд.          | Рік            |
| Абсолютний максимум, °C | 20,0           | 20,6           | 26,7           | 33,3           | 38,9           | 42,2           | 42,8           | 43,3           | 37,8           | 32,8           | 22,8           | 19,4           | 43,3           |
| Середній максимум, °C   | 3,7            | 7,9            | 13,4           | 17,7           | 22,4           | 26,4           | 31,1           | 30,4           | 25,6           | 17,7           | 8,8            | 2,1            | 17,3           |
| Середній мінімум, °C    | −4,8           | −3,4           | −1,1           | 1,3            | 5,5            | 9,1            | 11,8           | 11,0           | 6,4            | 1,2            | −2,9           | −5,9           | 2,4            |
| Абсолютний мінімум, °C  | −29,4          | −31,7          | −18,3          | −7,8           | −3,9           | −1,1           | 1,1            | 1,7            | −4,4           | −15,6          | −25            | −27,2          | −31,7          |
| Норма опадів, мм        | 29             | 20             | 16             | 14             | 15             | 16             | 6              | 7              | 9              | 14             | 27             | 39             | 210            |
| Днів з опадами          | 9,4            | 7,5            | 6,4            | 5,8            | 6,2            | 5,2            | 2,4            | 2,3            | 3,2            | 4,7            | 8,6            | 10,1           | 71,8           |
| Днів зі снігом          | 4,3            | 2,2            | 0,7            | 0,1            | 0              | 0              | 0              | 0              | 0              | 0,1            | 1,8            | 6,2            | 15,4           |
| ----------------------- | -------------- | -------------- | -------------- | -------------- | -------------- | -------------- | -------------- | -------------- | -------------- | -------------- | -------------- | -------------- | -------------- |
| Джерело: NOAA           |                |                |                |                |                |                |                |                |                |                |                |                |                |

## Демографія
Згідно з переписом 2010 року, у місті мешкало 91 067 осіб у 33 074 домогосподарствах у складі 21 411 родини. Густота населення становила 1270 осіб/км². Було 34829 помешкань (486/км²).
Расовий склад населення:
| - 67,1 % — білих - 2,0 % — корінних американців - 1,7 % — чорних або афроамериканців - 1,5 % — азіатів - 0,1 % — вихідців з тихоокеанських островів - 23,3 % — осіб інших рас |

До двох чи більше рас належало 4,4 %. Частка іспаномовних становила 41,3 % від усіх жителів.
За віковим діапазоном населення розподілялося таким чином: 28,3 % — особи молодші 18 років, 58,6 % — особи у віці 18—64 років, 13,1 % — особи у віці 65 років та старші. Медіана віку мешканця становила 32,7 року. На 100 осіб жіночої статі у місті припадало 97,1 чоловіків; на 100 жінок у віці від 18 років та старших — 95,0 чоловіків також старших 18 років.
Середній дохід на одне домашнє господарство становив 54 386 доларів США (медіана — 40 726), а середній дохід на одну сім'ю — 62 501 долар (медіана — 47 451). Медіана доходів становила 34 963 долари для чоловіків та 30 793 долари для жінок. За межею бідності перебувало 23,0 % осіб, у тому числі 34,3 % дітей у віці до 18 років та 10,1 % осіб у віці 65 років та старших.
Цивільне працевлаштоване населення становило 38 682 особи. Основні галузі зайнятості: освіта, охорона здоров'я та соціальна допомога — 21,9 %, сільське господарство, лісництво, риболовля — 12,2 %, роздрібна торгівля — 11,5 %.

## Персоналії
- Кайл Маклаклен (*1959) — американський актор.